# Mesabolivar guapiara
Mesabolivar guapiara là một loài nhện trong họ Pholcidae. Loài này được phát hiện ở Brasil.